# Kaple Božího hrobu (Mimoň)
Mimoňský Boží hrob je významná barokní památka v Mimoni na Českolipsku. Objekt se nachází na severní straně centra města poblíž Panenského potoka. Je zapsán na seznamu kulturních památek.

## Dějiny

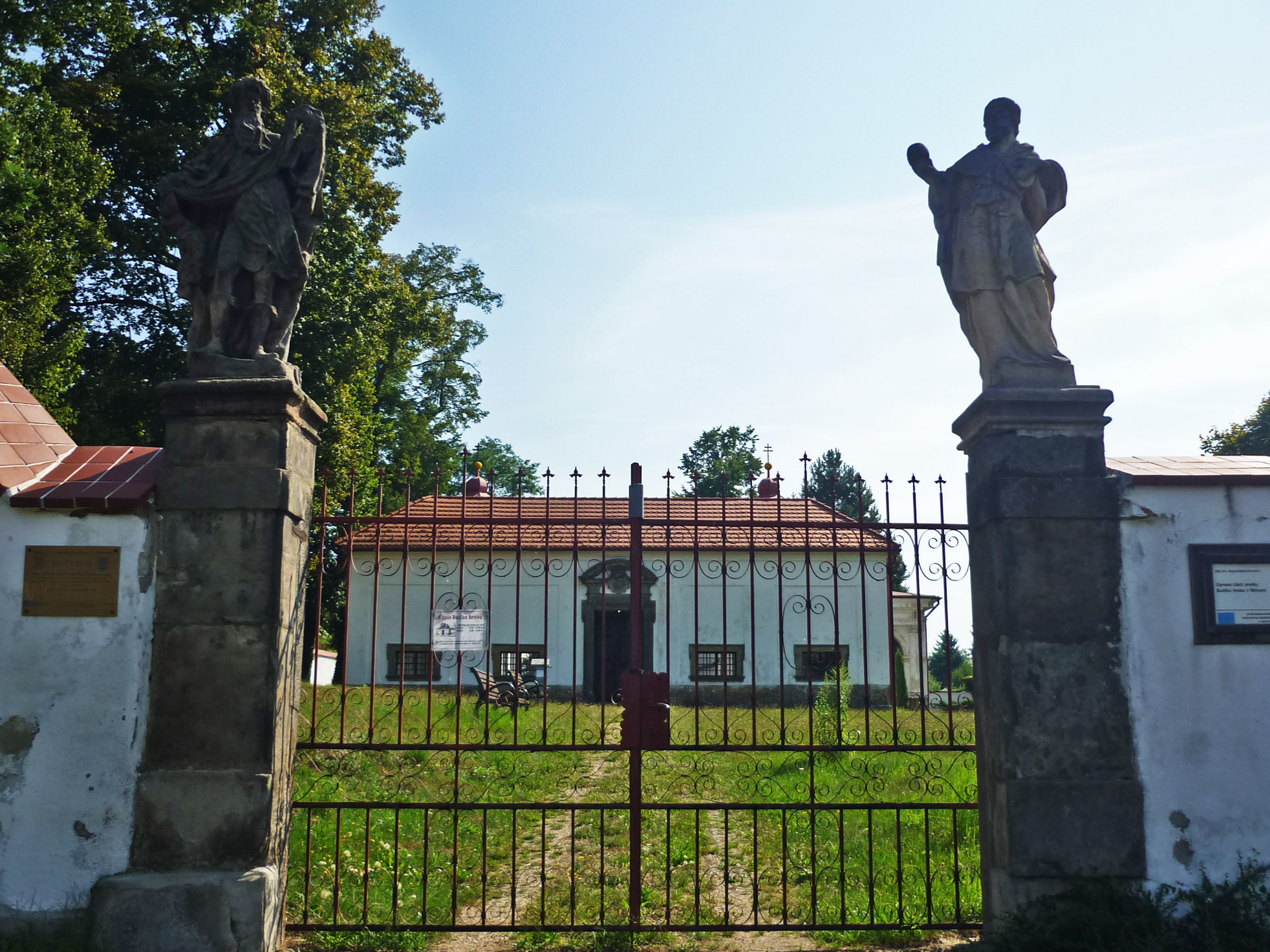
Vstupní část areálu

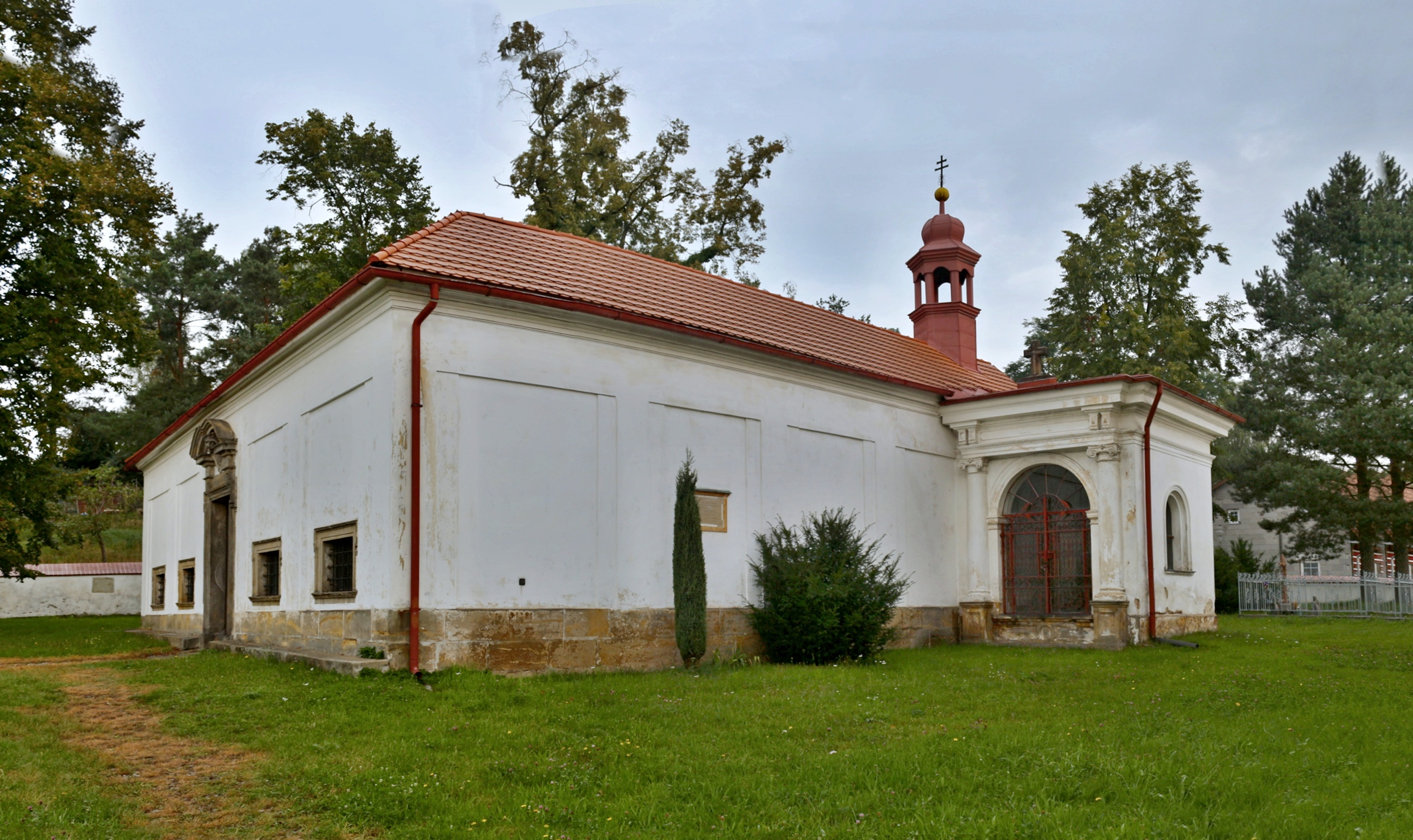

S plánem na vybudování Božího hrobu podle jeruzalémského vzoru přišel císařský dvorní komorník Jan Putz z Adlersthurnu. Jako hluboce věřící křesťan pojal na svých cestách do Říma a Jeruzaléma nápad, postavit kopii Božího hrobu na svém panství pro ostatní věřící, kteří si nemohli dovolit cestu do Svaté země. Načrtl si přesné plány a rozměry svatyně a vrátil se přes Itálii zpět do vlasti. Ještě při zpáteční cestě ovšem zjistil, že mu chybějí některé rozměry, proto se rozhodl vydat se do Svatého města podruhé. Při své druhé cestě do Jeruzaléma však onemocněl zřejmě malárií a při zpáteční cestě byl nucen několik měsíců setrvat v Římě. Vyléčil se z nemoci, avšak jeho zdraví zůstalo až do konce života podlomené. Z Říma se vydal přes Loreto a Vídeň do Čech. V té době se však české země pomalu zotavovaly z bojů třicetileté války, a přestože mimoňské panství prosperovalo plán prozatím nebylo možné realizovat.
V roce 1651 zakoupil tehdejší panství Mimoň a Děvín. Roku 1655 bylo rozhodnuto o místě pro stavbu vedle zbořeného kostela sv. Kříže v Mimoni. Jeho synové Jan František Edmund a Jan Ignác Dominik umírajícímu otci museli slíbit, že kapli Božího hrobu i špitál postaví sami. Ti stavbu skutečně provedli, především pak Jan František Edmund. Ten v roce 1665 zadal stavební práce italskému architektovi Giuliu Broggiovi. Stavba trvala dva roky a sedm let po smrti Jana Putze byla stavba Božího hrobu dokončena a v roce 1668 byl areál vysvěcen. Mimoňský špitál, ve kterém dnes sídlí Městské muzeum Mimoň, byl dostavěn v roce 1679.